# ألبرت ستار
ألبرت ستار (بالإنجليزية: Albert Starr)‏ هو جراح وأستاذ جامعي أمريكي، ولد في 1 يونيو 1926 في نيويورك في الولايات المتحدة.